# Homo erectus pekinensis
El hombre de Pekín (Homo erectus pekinensis) es una subespecie de Homo erectus propia de China. Su nombre alude a que sus restos fósiles se descubrieron al suroeste de Pekín, en una cueva de la localidad de Zhoukoudian. Datan de hace entre 780 000 y 230 000 años (Pleistoceno medio). Es especialmente popular porque en el momento de su descubrimiento fue considerado el primer «eslabón perdido» que justificaba la teoría de la evolución. Los restos fueron encontrados entre 1921 y 1937, pero se perdieron en 1941, durante la segunda guerra sino-japonesa, conservándose hoy las réplicas, fotografías, dibujos y descripciones que se hicieron tras las excavaciones y algunos pocos restos más obtenidos del yacimiento con posterioridad.
El hombre de Pekín se caracteriza por un cráneo largo y fuertemente fortificado, que presenta una barra ósea inflada que circunscribe la coronilla, cruza a lo largo del reborde de las cejas, sobre las orejas y se conecta en la parte posterior del cráneo, así como una quilla sagital que atraviesa la línea media. El hueso del cráneo y de los huesos largos está exorbitantemente engrosado. La cara era protuberante (prognatismo mediofacial), las cuencas oculares amplias, las mandíbulas robustas y sin mentón, y los dientes grandes. El volumen cerebral oscilaba entre 850 y 1225 cc, con una media de poco más de 1000 cc (en comparación con una media de 1270 cc para los varones modernos actuales y de 1130 para las mujeres modernas actuales). Las extremidades son anatómicamente comparables a las de los humanos actuales. En estas latitudes septentrionales, la estatura media del H. erectus puede haber sido de unos 150 cm, frente a los 160 cm de las poblaciones más tropicales.
El hombre de Pekín vivía en un entorno fresco, predominantemente estepario y parcialmente boscoso, junto a ciervos, rinocerontes, elefantes, bisontes, búfalos, osos, lobos, grandes felinos y un sinfín de otras criaturas. El hombre de Pekín habitó de forma intermitente la Cueva de Zhoukoudian, pero la cronología exacta no está clara, con estimaciones tan lejanas como hace 780.000 años y tan recientes como hace 230.000 años. Esto abarca varios períodos glaciares fríos e interglaciares cálidos. La complejidad cultural del hombre de Pekín es objeto de un intenso debate. Si sus habitantes eran capaces de cazar (en lugar de alimentarse principalmente de carroña), fabricar ropa y controlar el fuego, habrían estado bien equipados para sobrevivir a los frígidos periodos glaciares. De no ser así, habrían tenido que retirarse hacia el sur y regresar más tarde. También se discute cómo los fósiles del hombre de Pekín se depositaron predominantemente en la cueva, bien porque vivieron y murieron allí, bien porque fueron asesinados por hienas gigantes (Pachycrocuta) y arrojados allí, además de otros procesos naturales. Se recuperaron más de 100.000 piezas de herramientas de piedra, principalmente  lascas pequeñas e inconsistentemente formadasde no más de 5 cm de largo, pero a veces fueron refinadas en raspadores, picadores, y, hacia el final de la ocupación, puntas, buriles, y punzones.
El yacimiento de Zhoukoudian fue catalogado como Patrimonio de la Humanidad por la Unesco desde el año 1987. no se puede explicar como vivían pero si se puede explicar que sus restos se encontraron en una cueva

## Excavaciones

### Descubrimiento y primeras excavaciones
Durante años los habitantes de la zona vendían a los extranjeros toda suerte de dientes de aspecto extraño o antiguo, pretendiendo que eran dientes de dragón, y el azar se presentó cuando uno de estos dientes fue a dar a manos de un científico sueco, quien, al estudiarlo, lo reconoció como perteneciente a un mamífero extinto.
Se pesquisó el origen de ese diente y se estableció que provenía de una cueva de Pekín. Las investigaciones comenzaron en 1921. De acuerdo con el relato posterior de Otto Zdansky, que trabajaba para el geólogo Gohan Anderson, un habitante de la zona llevó a los arqueólogos hasta lo que hoy en día se conoce como la Colina del Hueso del Dragón, un lugar lleno de huesos fosilizados. Zdansky comenzó su propia excavación y finalmente encontró huesos que parecían molares humanos. En 1926 los llevó a la Facultad de Medicina de Pekín, donde el anatomista Davidson Black los analizó. Posteriormente, publicaría su descubrimiento en la revista Nature, con el nombre de Sinanthropus pekinensis (hombre chino de Pekín). Los primeros especímenes de Homo erectus habían sido encontrados en Java en 1891 por Eugène Dubois. El hombre de Java fue inicialmente bautizado como Pithecanthropus erectus pero más tarde fue transferido al género Homo. 
La Fundación Rockefeller accedió a patrocinar los trabajos en Zhoukodian. Hacia 1929, los arqueólogos chinos Yang Zhongjian y Pei Wenzhong, y posteriormente Jia Lanpo, se hicieron cargo de la excavación. Durante los siguientes siete años desenterraron fósiles de más de cuarenta especímenes de adultos, jóvenes y niños, incluyendo seis bóvedas craneanas casi completas. Se cree que el lugar era un sitio de enterramiento. El paleontólogo y sacerdote Pierre Teilhard de Chardin y el antropólogo Franz Weidenreich también participaron en los descubrimientos.

### Desaparición de los huesos

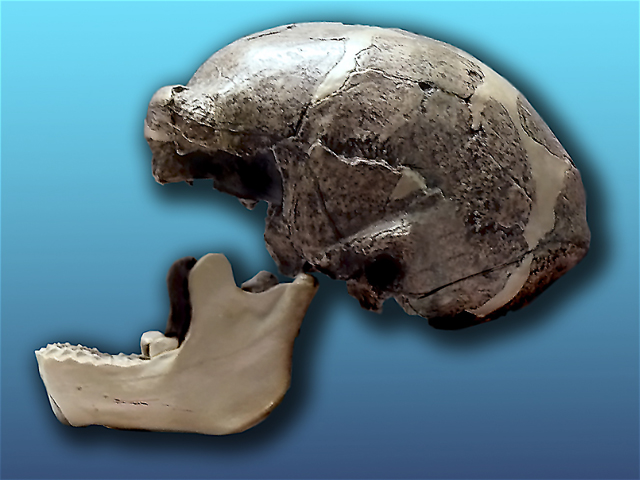
Réplica de los restos de 1929 (actualmente desaparecidos).

Las excavaciones terminaron en julio de 1937, cuando los japoneses ocuparon Pekín durante la Segunda Guerra Sino-japonesa. Los fósiles fueron puestos a salvo en el Laboratorio del Cenozoico de la Facultad de Medicina. En noviembre de 1941, el secretario Hu Chengzi los envió a Estados Unidos para protegerlos de la inminente invasión japonesa. Sin embargo, en el camino hasta la ciudad portuaria de Qinghuangdao, desaparecieron, supuestamente a manos de un grupo de marines que los japoneses habían capturado al comienzo de la guerra con Estados Unidos.
Se intentó encontrar los huesos pero sin resultado. En 1972, el financiero estadounidense Christopher Janus prometió una recompensa de US$5000 a cambio de los cráneos perdidos; una mujer contactó con él y le mostró una fotografía que supuestamente era de los restos, pero no se volvió a saber más de ella. Janus fue posteriormente acusado de desfalco. En julio de 2005, coincidiendo con el sexagésimo aniversario del final de la Segunda Guerra Mundial, el gobierno chino estableció una comisión encargada de encontrar los fósiles.
Existen diversas conjeturas sobre qué ocurrió realmente con los huesos, incluyendo la teoría de que se hundieron en el barco japonés Awa Maru.

### Excavaciones tras la Segunda Guerra Mundial
Entre 1949 y 1959, los paleontólogos chinos Woo y Chao realizaron nuevas excavaciones, encontrando algunos dientes más, fragmentos de hueso y una mandíbula.
En 1966, durante excavaciones realizadas por el Instituto de Paleontología de Vertebrados y Antropología de la Academia Sínica, aparecieron un frontal y un occipital que encajaban perfectamente con las réplicas conservadas de dos de los fragmentos craneales perdidos de las primeras excavaciones, lo que permitió reconstruir el llamado «cráneo 1966».
A partir de 1979 las excavaciones continuaron en Zhoukoudian, encontrándose abundante industria lítica, pero ningún hueso hominino más.

## Clasificación

### Antecedentes

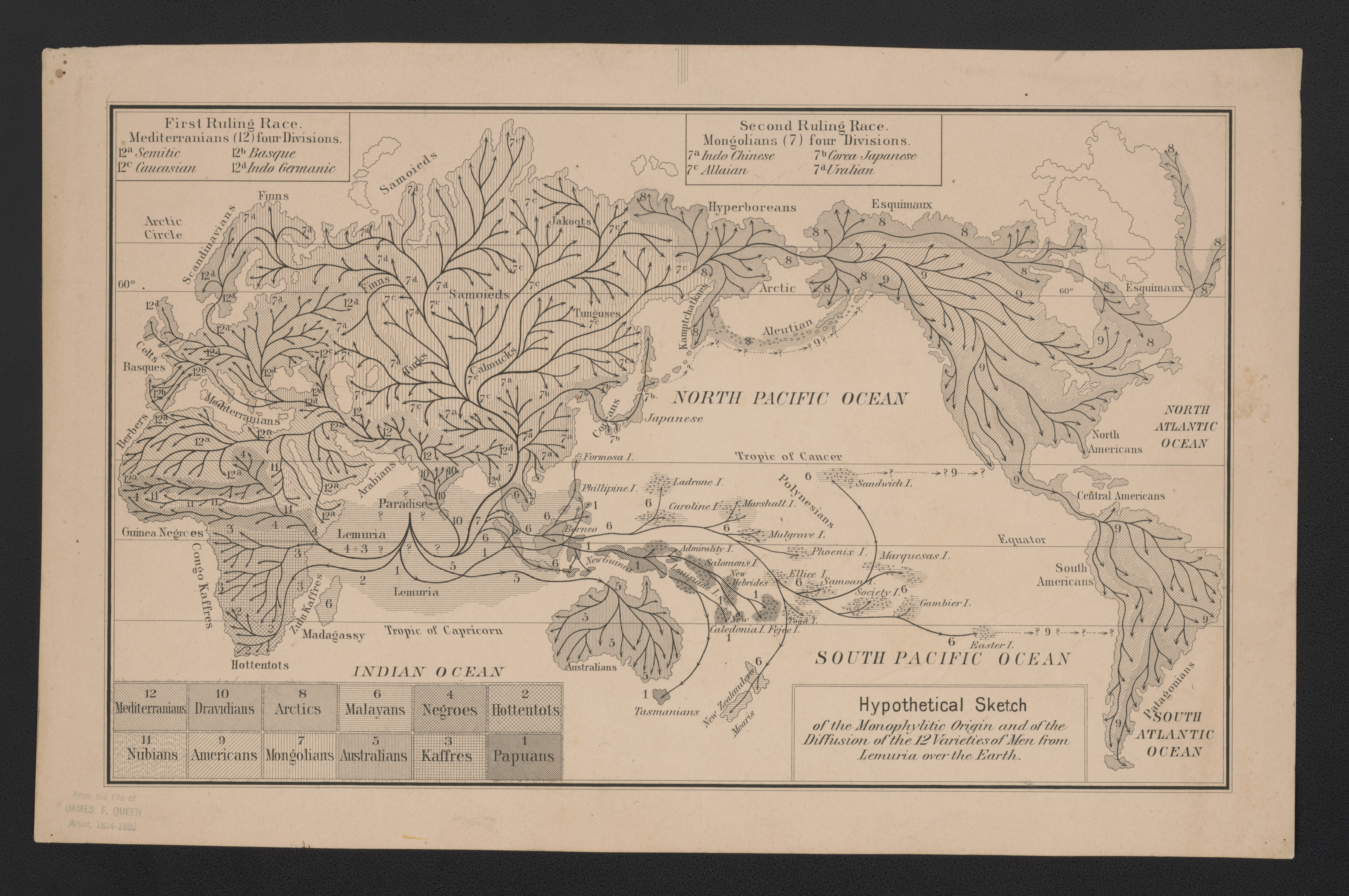
Ernst Haeckel sugirió que los primeros humanos se dispersaron a través del ahora refutado continente hipotético "Lemuria" (arriba).

A pesar de lo que Charles Darwin había hipotetizado en su Descendencia del Hombre de 1871, muchos naturalistas evolucionistas de finales del siglo XIX postularon que Asia (en lugar de África) fue el lugar de nacimiento de la humanidad, ya que se encuentra a medio camino entre todos los continentes a través de rutas terrestres o travesías marítimas cortas, proporcionando rutas óptimas de dispersión por todo el mundo. Entre ellos se encontraba Ernst Haeckel, quien sostenía que la primera especie humana (a la que denominó proactivamente "Homo primigenius") evolucionó en el ahora desmentido continente hipotético "Lemuria", en lo que hoy es el sudeste asiático, a partir de un género al que denominó Pitecantropus ("hombre mono"). "Lemuria" supuestamente se había hundido bajo el Océano Índico, por lo que no se pudieron encontrar fósiles que lo demostraran. No obstante, el modelo de Haeckel inspiró al científico holandés Eugène Dubois a unirse a la Compañía Holandesa de las Indias Orientales y buscar su "eslabón perdido" en Java. Encontró un cráneo y un fémur (Hombre de Java) que denominó "P. erectus" (utilizando el hipotético nombre de género de Haeckel) e intentó infructuosamente convencer a la comunidad científica europea de que había encontrado un hombre-mono erguido que databa del Plioceno tardío o del Pleistoceno temprano; desestimaron sus hallazgos como una especie de simio no humano malformado. Abatido, Dubois se retiró por completo de la antropología a finales de siglo.
En cambio, en lo que respecta a la ascendencia de los pueblos de Extremo Oriente, los antropólogos raciales habían situado durante mucho tiempo el origen de la Civilización china en Oriente Próximo, concretamente en Babilonia, como sugirió el arqueólogo francés Terrien de Lacouperie en 1894, según el cual los pueblos chinos retrocedieron en comparación con las razas superiores de Europa (teoría de la degeneración). En la época del descubrimiento del Hombre de Pekín, China estaba inmersa en el Movimiento de la Nueva Cultura y el auge del nacionalismo tras la caída de la dinastía Qing y el establecimiento de la República de China. Estas ideologías no sólo pretendían eliminar las influencias imperialistas, sino también sustituir las antiguas tradiciones y supersticiones chinas por la ciencia occidental para modernizar el país y elevar su posición en la escena mundial a la de Europa. En consecuencia, a diferencia de las especies humanas extinguidas descubiertas anteriormente, en particular el Neanderthal y el Hombre de Java, el Hombre de Pekín fue aceptado fácilmente en el árbol genealógico humano. En Occidente, esto se vio favorecido por la popularización de la hipótesis del origen de la humanidad en Asia Central,, defendida principalmente por el paleontólogo estadounidense Henry Fairfield Osborn y su aprendiz William Diller Matthew. Creían que Asia era la "madre de los continentes" y que la elevación del Himalaya y el Tíbet y la posterior desecación de la región obligaron a los antepasados humanos a convertirse en terrestres y bípedos. También creían que las poblaciones que se retiraron a los trópicos -a saber, el Hombre de Java de Dubois y la "raza negroide"- retrocedieron sustancialmente (de nuevo, teoría de la degeneración). Esto les obligó a rechazar el niño de Taung sudafricano (Australopithecus africanus) de Raymond Dart, mucho más antiguo, como antepasado humano, favoreciendo al falso Hombre de Piltdown británico.

### Teoría "Fuera de Asia"

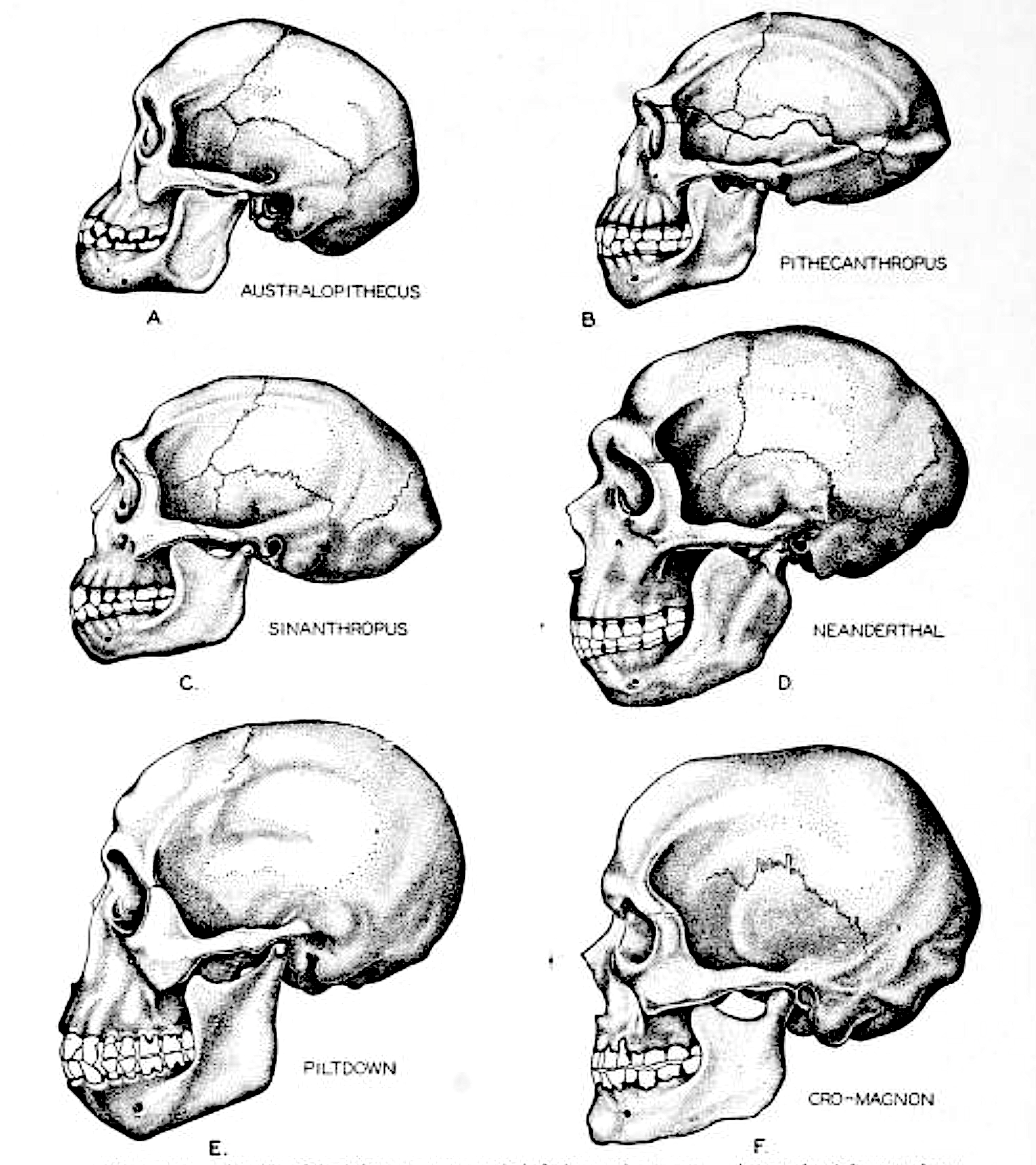
1936 restauraciones de varios cráneos fósiles (nótese que el Hombre de Piltdown fue declarado un engaño en 1953 y el cráneo del Hombre de Pekín fue revisado en 1937 y de nuevo en 1996.)

En 1927, Black clasificó los restos humanos recién descubiertos del yacimiento del hombre de Pekín de Zhoukoudian en un nuevo género y especie como "Sinanthropus pekinensis". El hombre de Pekín, con un volumen cerebral mucho mayor que el de los simios vivos, se utilizó para invalidar aún más los modelos de origen africano o europeo. La importancia del Hombre de Pekín en la evolución humana fue defendida por el geólogo Amadeus William Grabau en la década de 1930, quien defendió que el levantamiento del Himalaya provocó la aparición de protohumanos ("Protanthropus") en el Mioceno, que luego se dispersaron durante el Plioceno hacia la Cuenca del Tarim en el Noroeste de China, donde aprendieron a controlar el fuego y a fabricar herramientas de piedra, y luego salieron a colonizar el resto del Viejo Mundo, donde evolucionaron hasta convertirse en "Pithecanthropus" en el Sudeste Asiático, "Sinanthropus" en China, "Eoanthropus" (Hombre de Piltdown) en Europa, y "Homo" en África (de nuevo siguiendo la teoría de la degeneración). Para explicar la escasez de herramientas de piedra en Asia en comparación con Europa (una aparente contradicción si los humanos hubieran ocupado Asia durante más tiempo), también afirmó que Pleistoceno Asia Central era demasiado fría para permitir la emigración de los primeros humanos modernos o los neandertales hasta el Neolítico. El modelo de Asia Central era el consenso principal de la época.
El hombre de Pekín se convirtió en un importante motivo de orgullo nacional y se utilizó para extender la antigüedad del pueblo chino y la ocupación de la región hasta hace 500.000 años, con lo que los debates sobre la evolución humana se volvieron progresivamente sinocéntricos incluso en Europa. En la década de 1930, Weidenreich ya empezó a argumentar que el Hombre de Pekín era ancestral de la "raza mongoloide", proponiendo su teoría multirregional, según la cual las poblaciones locales de humanos arcaicos evolucionaron hacia los humanos modernos locales (poligenismo),  aunque otros científicos que trabajaron en el lugar no hicieron tales afirmaciones. Este sentimiento, de que todos los grupos étnicos chinos -incluidos los han, tibetanos y mongoles- fueron autóctonos de la zona durante tanto tiempo, se hizo más popular durante la segunda guerra sino-japonesa y la ocupación de China por Japón. En la era maoísta, el Hombre de Pekín se anunciaba omnipresentemente como un antepasado humano en China.
En la década de 1950, Ernst Mayr se adentró en el campo de la antropología y, tras analizar una "desconcertante diversidad de nombres", decidió subdividir los fósiles humanos en tres especies de Homo: "H. transvaalensis' (los australopitecinoss), H. erectus (incluyendo "Sinanthropus", "Pithecanthropus", y varios otros taxones putativos asiáticos, africanos y europeos), y Homo sapiens (incluyendo todo lo que sea más joven que H. erectus, como los humanos modernos y los neandertales), tal y como habían recomendado ampliamente varios estudios previos. Mayr los definió como un linaje secuencial, en el que cada especie evolucionaba hacia la siguiente (cronoespecie). Aunque más tarde Mayr cambió su opinión sobre los australopitecinos (reconociendo a Australopithecus), su visión más conservadora de la diversidad humana arcaica se adoptó ampliamente en las décadas posteriores.  Así, el Hombre de Pekín fue considerado un antepasado humano tanto en el pensamiento occidental como en el oriental. No obstante, los científicos chinos y soviéticos denunciaron totalmente el poligenismo, considerándolo racismo científico propagado por los eruditos capitalista occidentales. En su lugar, sostenían que todas las razas humanas modernas están estrechamente relacionadas entre sí.

### Teoría "fuera de África"
Las contribuciones de los científicos chinos durante la era Mao fueron objeto de muchas sospechas en Occidente por temor a una contaminación propagandística. En los años 60 y 70, la posición del más antiguo Australopithecus en la evolución humana volvió a convertirse en centro de debate; en China, Wú Rǔkāng argumentó que el Australopithecus era el "eslabón perdido" entre los simios y los humanos, pero se encontró con muchas burlas de sus colegas chinos, sobre todo del soldado Lài Jīnliáng. Tras la "apertura" de China con el ascenso de Deng Xiaoping en 1978, las obras occidentales contradictorias con la ideología maoísta se difundieron por China, alterando radicalmente las discusiones antropológicas orientales. A finales del siglo XX, la evolución humana se había vuelto afrocéntrica con la aceptación gradual de los Australopithecus como antepasados humanos, y la consiguiente marginación del Hombre de Pekín.
Para contrarrestarlo, muchos científicos chinos solían esgrimir argumentos sinocéntricos y a menudo poligénicos, defendiendo la antigüedad de la distinción racial antes de la evolución y dispersión de los humanos modernos, y la continuidad racial entre el H. erectus local y las razas descendientes modernas (por ejemplo, los "rasgos típicamente 'mongoloides'" de cara plana e incisivos en forma de pala transmitidos del Hombre de Pekín a los chinos modernos). A menudo citaban al Hombre de Wushan de 2 millones de años de antigüedad del centro de China, que ya no está clasificado como humano, y afirmaban que varios simios chinos de millones de años de antigüedad eran antepasados humanos. Jiǎ propuso que las primeras especies humanas evolucionaron en la meseta tibetana, y la adyacente Guizhou fue otro punto de génesis propuesto popularmente. El paleoantropólogo chino Wu Xinzhi ha afirmado que varios especímenes chinos de finales del Pleistoceno Medio representan poblaciones híbridas entre el Hombre de Pekín y los antepasados de los humanos modernos, como el Hombre de Dali o el Jinniushan.
La posición ancestral del Hombre de Pekín sigue siendo ampliamente mantenida entre los científicos, especialmente chinos, que utilizan el modelo de asimilación, según el cual los humanos arcaicos, como el Hombre de Pekín, se cruzaron con los humanos modernos en sus respectivos lugares y fueron efectivamente absorbidos por ellos (por lo que, según este modelo, el Hombre de Pekín ha prestado cierta ascendencia a las poblaciones chinas modernas). A este respecto, los análisis paleogenéticos -los primeros en 2010- han informado de que todos los humanos cuya ascendencia se encuentra más allá del África subsahariana contienen genes de los neandertales y denisovanos arcaicos, lo que indica  que los primeros humanos modernos se cruzaron con humanos arcaicos.  El ancestro común de neandertales y denisovanos se cruzó a su vez con otra especie arcaica aún más alejada de los humanos modernos.

## Aspecto del hombre de Pekín

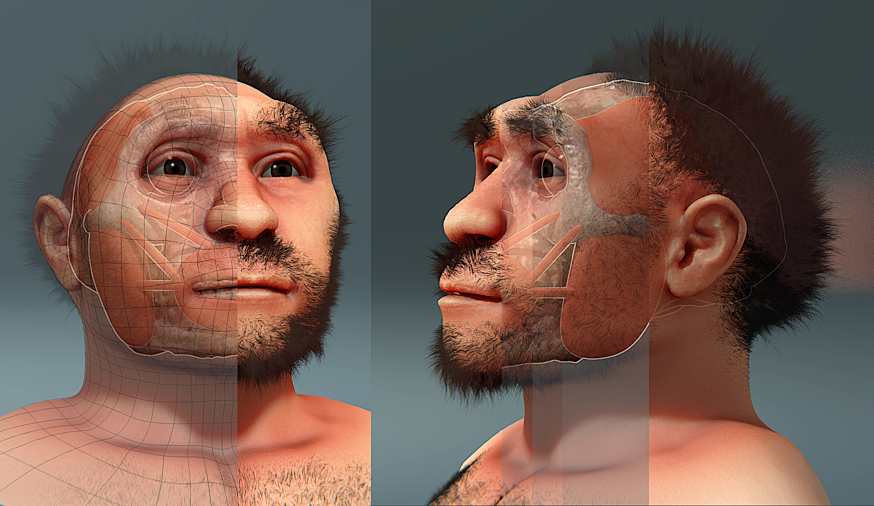
Reconstrucción facial forense de Homo erectus pekinensis por Cícero Moraes.

Debido a la desaparición de los restos fósiles, los investigadores posteriores sólo han podido contar con los moldes y los escritos hechos por los descubridores. Así, se sabe que su capacidad craneana llegaba a los 1075 cc, un 80 % respecto de la de Homo sapiens, y que se trataba de un cazador recolector.
El descubrimiento de restos animales junto a los huesos y la evidencia del uso de fuego, para combatir el frío y para cocinar los alimentos, y de herramientas de hueso y madera, fabricadas con otras de piedra, sirvió para apoyar la teoría de que el H. erectus fue la primera especie faber. Los análisis llevaron a la conclusión de que los fósiles de Zhoukoudian y Java pertenecen a la misma etapa de la evolución humana. Este es también el punto de vista oficial del Partido Comunista de China.
Sin embargo, esta interpretación cambió en 1985 cuando Lewis Binford afirmó que el hombre de Pekín no era cazador, sino carroñero. En 1998, el equipo de Steve Weirner en el Instituto Científico Weizmann llegó a la conclusión de que no hay evidencia de que el hombre de Pekín usara el fuego.